# Phenacoccus cyrenaicus
Phenacoccus cyrenaicus är en insektsart som beskrevs av Ferris 1922. Phenacoccus cyrenaicus ingår i släktet Phenacoccus och familjen ullsköldlöss.
Artens utbredningsområde är Libya. Inga underarter finns listade i Catalogue of Life.